# Орманджиев, Стоян
Сто́ян Орма́нджиев (болг. Стоян Орманджиев; 10 января 1920, Варна — 10 октября 2006, София) — болгарский футболист и футбольный тренер, наиболее известен как главный тренер сборной Болгарии и софийского ЦСКА. Заслуженный мастер спорта Болгарии (1960).

## Биография

### Игровая карьера
Орманджиев начинал карьеру в «Радецки», а затем перешёл во «СК Владислав», с которым в 1938 году выиграл чемпионат Болгарии.
В 1941 году перешёл в софийский «Локомотив», за который играл 8 сезонов, выиграв с командой чемпионат Болгарии 1945 года и Кубок Болгарии 1948 года. В этом же клубе по окончании сезона 1949 года он завершил карьеру в возрасте 29 лет.
Играл за сборную Болгарии, за которую сыграл 20 матчей.

### Тренерская карьера
Получил тренерское образование в СССР в 1948 году.
Вместе с Крумом Милевым работал главным тренером сборной Болгарии на олимпийском турнире 1952 года и олимпийском турнире 1956 года, на котором болгары завоевали бронзовые медали.
В 1960 году был главным тренером сборной Болгарии на олимпийском турнире 1960 года.
С 1965 по 1969 годы был главным тренером софийского ЦСКА, с которым выиграл два чемпионских титула в 1966 и 1969 годах. Затем был главным тренером сборной Болгарии (1974—1977) и клуба «Черно море» (1974—1975).

### Смерть
Скончался 10 октября 2006 года в возрасте 86 лет в Софии.

## Титулы и достижения

### Достижения игрока
«СК Владислав»
- Чемпион Болгарии: 1937/38

«Локомотив» (София)
- Чемпион Болгарии: 1945
- Обладатель Кубка Болгарии: 1948

### Достижения тренера
ЦСКА (София)
- Чемпион Болгарии (2): 1965/66, 1968/69
- Обладатель Кубка Болгарии: 1969